# Университетски колеж ВИА
Университетски колеж VIA (на датски: VIA University College) е висше училище със седалище в гр. Орхус, Централна Дания, което е най-големият университетски колеж в страната. Основан е през януари 2008 г. Има филиали в повечето средноютландски градове.

## Обща характеристика
Училището в централен Ютланд е сред 8-те неотдавна създадени регионални професионални висши училища в Дания, които провеждат обучение главно за степен професионален бакалавър. То е третото по брой студенти датско висше училище след Университета на Копенхаген и Университета на Орхус.
Във VIA работят приблизително 2000 души и се обучават около 20 хиляди студенти. VIA предлага приблизително 50 програми на датски, както и на английски. Годишният оборот е 1,2 милиарда датски крони.

## Филиал в Хорсенс
Филиалът в Хорсенс е сред 7-те филиала в региона Митюланд, който се покрива от Колежа. Предлага предимно инженерни, технически и бизнес програми, както и датски програми за медицински сестри. Тук учат около 2600 студенти, като приблизително половината са чуждестранни, идващи от над 40 страни.
Университетът е свързан пряко с неотдавна построения бизнес парк „Витус Беринг“, разпростиращ се на 8000 m². Той играе важна роля за осъществяване от студентите на връзка с компании, които често ги назначават след завършване. Друго средство за контакти между студенти и компании е Кариерният център във факултета.

## Програми
Университетски колеж VIA предлага следните програми на английски.

### 2-годишни програми
- Специалист по маркетинг мениджмънт
- Специалист по дизайн и бизнес

### 1½-топ-ъп програма
- Бакалавър по дизайн и бизнес

### Бакалавърски програми
- Международни продажби и маркетинг мениджмънт
- Гражданско строителство
- Глобално бизнес инженерство
- Анимации на герои
- Архитектурни технологии и управление в строителството
- Компютърни графики
- ИТ инженерство
- Механично инженерство
- Value Chain Management (логистика)